# Euchirinae
Euchirinae là một phân họ bọ cánh cứng trong họ Scarabaeidae. Đôi khi chúng được xếp thành tông Euchirini trong phân họ Melolonthinae.

## Các chi và loài
Phân họ này có 3 chi, gồm 16 loài:
- Cheirotonus Hope, 1840 (10 loài)
  - Cheirotonus battareli Pouillaude, 1913
  - Cheirotonus formosanus Ohaus, 1913
  - Cheirotonus fujiokai Muramoto, 1994
  - Cheirotonus gestroi Pouillaude, 1913
  - Cheirotonus jambar Kurosawa, 1984
  - Cheirotonus jansoni Jordan, 1898
  - Cheirotonus macleayi Hope, 1840
  - Cheirotonus parryi Gray, 1848
  - Cheirotonus peracanus Kriesche, 1919
  - Cheirotonus szetshuanus Medvedev, 1960
- Propomacrus Newman, 1837 (4 loài)
  - Propomacrus bimucronatus Pallas, 1781
  - Propomacrus cypriacus Alexis & Makris 2002
  - Propomacrus davidi Deyrolle, 1874
  - Propomacrus muramotoae Fujioka, 2007
- Euchirus Linnaeus, 1758 (2 loài)
  - Euchirus dupontianus Burmeister, 1841
  - Euchirus longimanus Linnaeus, 1758

## Hình ảnh

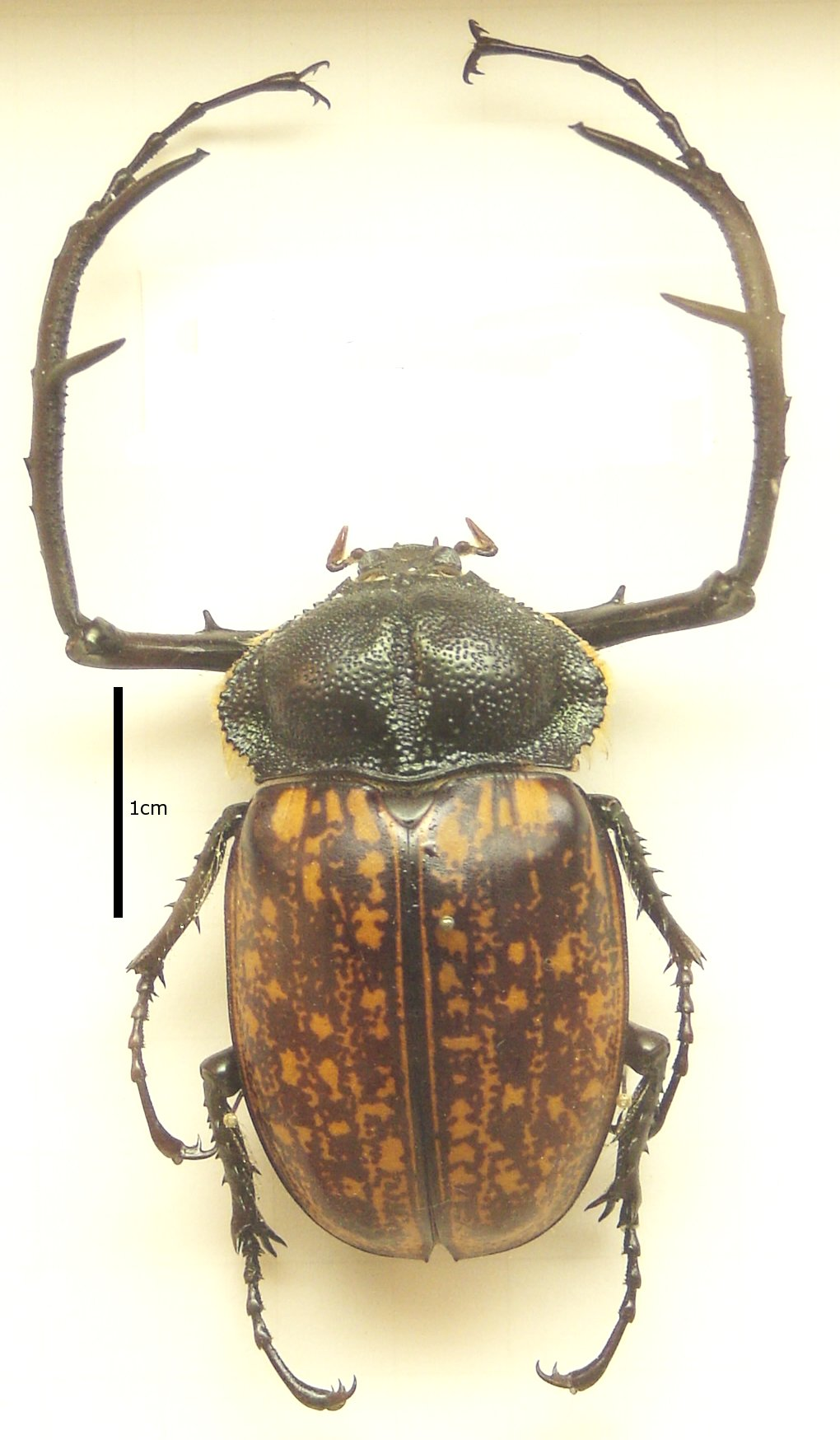
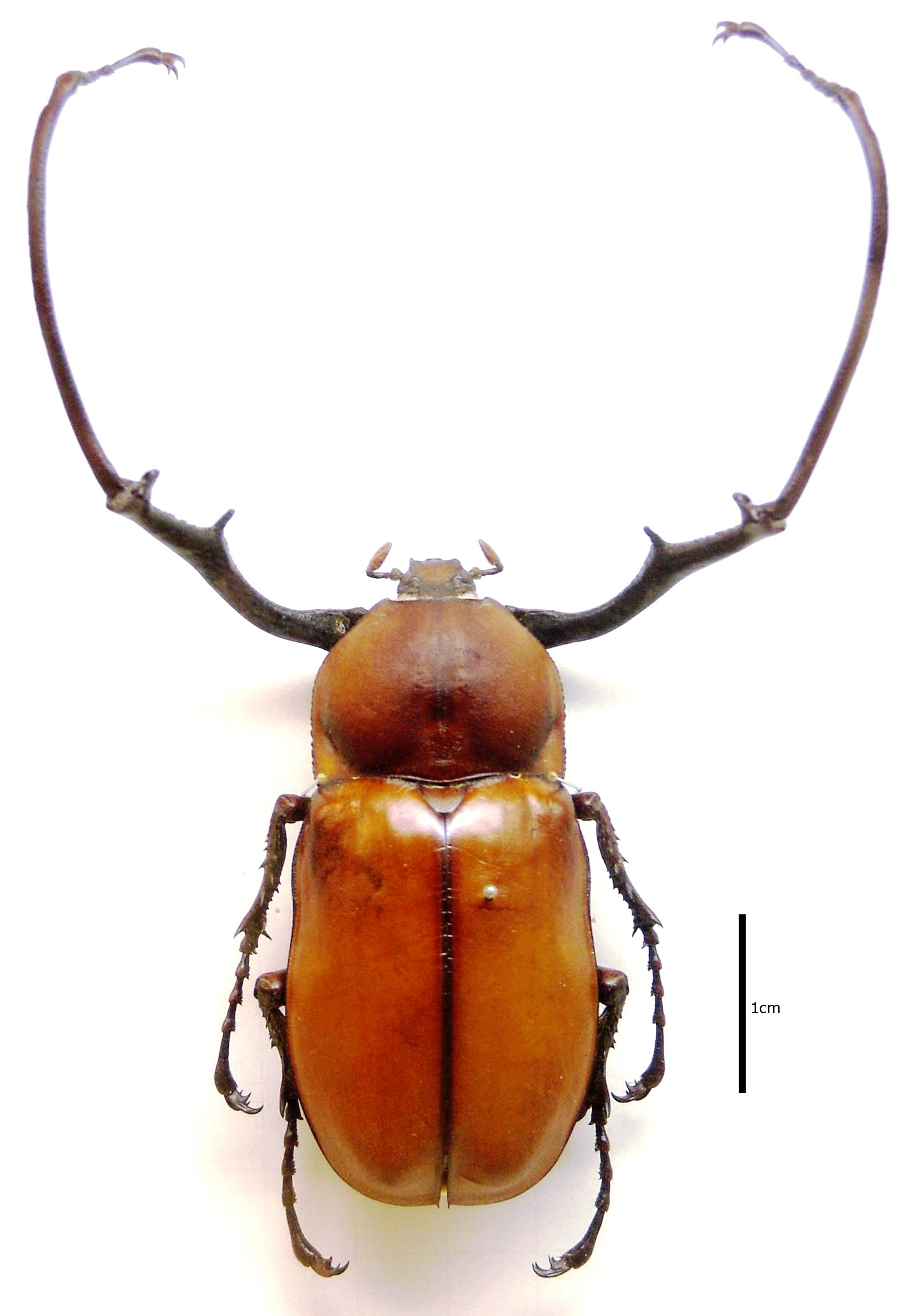